# Blues canadien
Le blues canadien n'est pas tant un genre de blues qu'une façon de désigner un style musical joué par des artistes et de bluesmen venant du Canada. Au Canada, il existe une multitude de musiciens et de groupe de blues locaux ou régionaux, mais peu ont percé au niveau national ou international. Derrière le terme "blues canadien", on désigne également la scène blues au Canada, des radios ou des festivals.

## Principaux artistes
Peu de groupes ou d'artistes de blues canadien sont reconnus au niveau national et encore moins sur la scène internationale. Quelques-uns ont tout de même réussi à faire des tournées à travers le Canada, les États-Unis ou l'Europe, ce qui leur a permis d'enregistrer des morceaux qui ont connu une certaine renommée.
- Dans les années 1960, Ronnie Hawkins, qui était né dans l'Arkansas, a signé plusieurs albums avec la maison de disques Roulette Records entre 1959 et 1964.